# Semiothisa acidaliata
Semiothisa acidaliata là một loài bướm đêm trong họ Geometridae.